# Иваничев, Георгий Александрович
Гео́ргий Алекса́ндрович Ива́ничев (10.04.1946 — 10.10.2020) — заведующий кафедрой неврологии и рефлексотерапии Казанской государственной медицинской академии, один из основателей казанской школы мануальной терапии. Доктор медицинских наук (1987), профессор (1989).

## Биография
Родился 10 апреля 1946 года в д. Вторые Ялдры Шумерлинского района Чувашской АССР.
1970 год — окончил лечебно-профилактический факультет Казанского медицинского института.
1972—1975 гг. — врач-невропатолог, одновременно — аспирант кафедры неврологии (Республиканская клиническая больница Минздрава Татарской АССР).
1972 год — окончил клиническую ординатуру.
1975 год — окончил аспирантуру кафедры неврологии при Казанском медицинском институте, защитил кандидатскую диссертацию.
1975—1987 гг. — ассистент кафедры неврологии Казанского медицинского института.
1980 год — по разрешению минздрава СССР, месячная стажировка по мануальной терапии в Праге, у профессора К. Левита.
1986 год — защита докторской диссертации по теме «Локальный мышечный гипертонус».
В 1990 году шестимесячное обучение в Пекинском центре традиционной китайской медицины.
Главные направления научных исследований профессора Иваничева и его учеников — клиника, механизмы развития, лечение и профилактика болевых миодистонических синдромов, нейрофизиологические основы акупунктуры.

### Организационно-общественная деятельность
В 1991—93 г.г. — президент Всесоюзной, а в 1993—97 г.г.— Всероссийской Ассоциации мануальной медицины, с 1997 г. — её вице-президент.
Эксперт — невролог координационного Совета по последипломному медицинскому образованию Приволжского административного округа.
Член Президиума и Правления Российского общества неврологов.
Член Российской Ассоциации «Боль».
Член проблемной комиссии МЗ РФ по рефлексотерапии.
Член диссертационного Совета Казанской медицинской академии.

### Редакционная деятельность
Член редколлегии «Неврологического журнала» (Москва), «Мануальная терапия» (Москва), «Казанский медицинский журнал» (Казань). «Неврологический вестник» (Казань), «Вертеброневрология» (Казань).

Главный редактор журнала «Альтернативная медицина» (Казань).

### Педагогическая деятельность
1988—97 г.г — заведующий кафедрой, профессор кафедры рефлексотерапии, с 1997 г. — заведующий кафедрой неврологии и рефлексотерапии Казанского ГИДУВа.
Подготовил 10 докторов и 25 кандидатов наук.

### Награды и звания
Заслуженный деятель науки РФ.
Заслуженный деятель науки Республики Татарстан (1997).
Лауреат Государственной премии Республики Татарстан в области науки и техники (2006).

### Основные научные труды
Автор около 250 публикаций, в том числе 9 монографий.
Иваничев Г. А. «Мануальная терапия. Руководство, атлас» 1997 год.
Иваничев Г. А. «Механизмы акупунктуры» 2001 год.
Иваничев Г. А., Старосельцева Н. Г. «Миофасциальный генерализованный болевой (фибромиальгический) синдром» 2002 год.
Иваничев Г. А. Цервикальная атаксия (шейное головокружение) 2010 год.